# Pietà von St. Martin (Hillesheim)

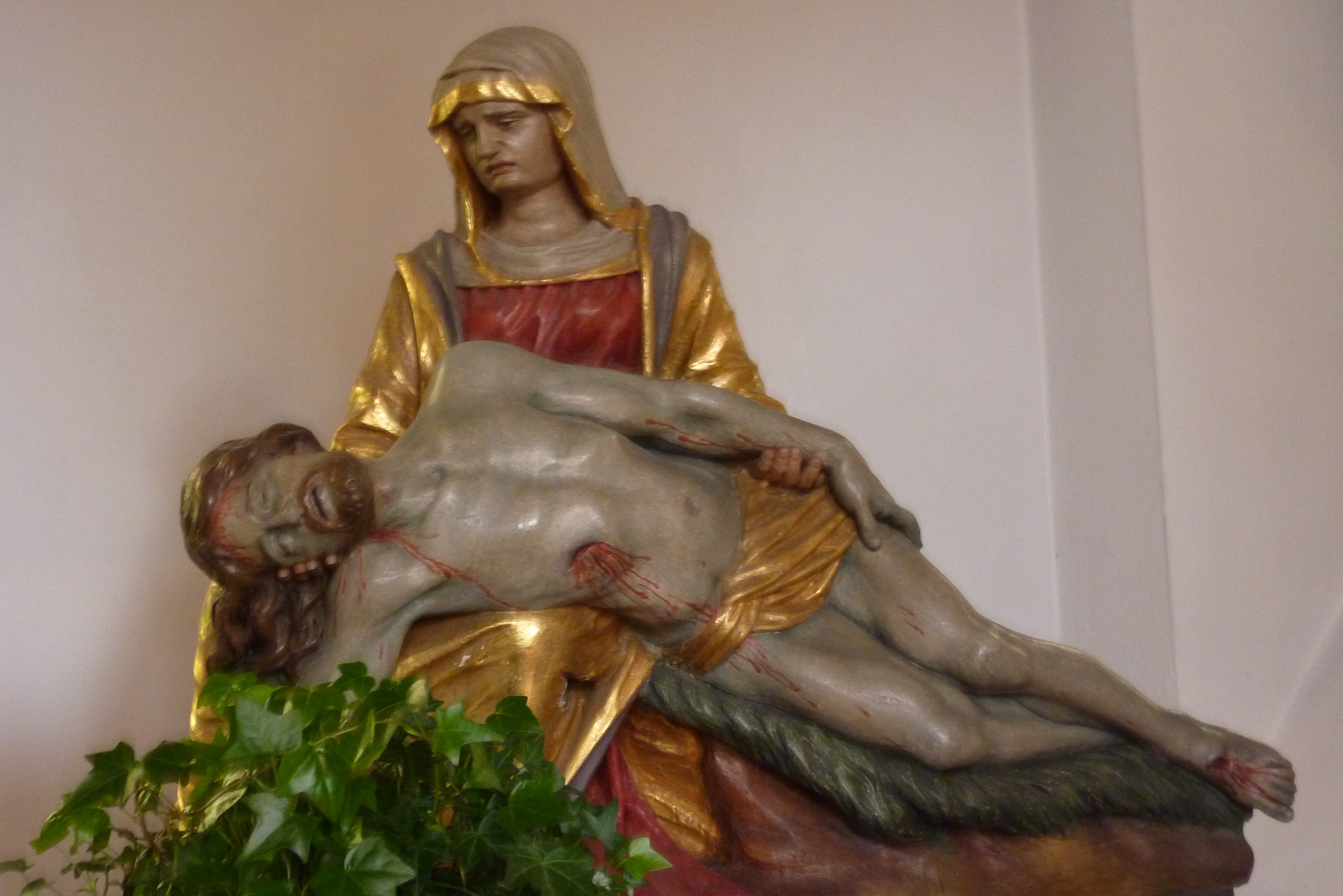
Pietà in Hillesheim

Die Skulpturengruppe Pietà in der katholischen Pfarrkirche St. Martin (1852/53 errichtet) in Hillesheim, einer Stadt im Landkreis Vulkaneifel in Rheinland-Pfalz, wurde Ende des 17. Jahrhunderts geschaffen. 
Die einen Meter breite und circa 80 cm hohe Pietà aus Lindenholz wurde aus dem 1852 abgebrochenen Vorgängerbau der heutigen Kirche übernommen. 
Ernst Wackenroder schreibt im Jahr 1928: 

„Nur der Oberkörper des Gekreuzigten liegt auf dem Schoß der schräg nach links gewandten Madonna, sonst ruht er seitlich auf mit Tuch bedecktem Felsstück. Die rechte Hand berührt den Boden, der Oberkörper ist durch seine Lage in der Muskulatur stark charakterisiert, der Körper ist im ganzen weich und elegant. Das Lendentuch und der Mantel der Madonna mit straffen, scharfen Falten und im Gegensatz und Gegensinn zum Christuskörper.“